# Peter Folcker
Peter Folcker, född 1685, död 7 januari 1722, var en svensk borgmästare, riksdagsledamot och politiker.

## Biografi
Peter Folcker föddes 1685. Han var son till handelsmannen Peter Folcker (död 1697) och Barbro Bröms i Gävle. Folcker blev 1711 borgmästare i Gävle och var riksdagsman för borgarståndet vid riksdagen 1713–1714, riksdagen 1719 och riksdagen 1720. Han avled 1722.